# Thốt Nốt (quận)
Thốt Nốt là một quận nội thành cũ thuộc thành phố Cần Thơ, Việt Nam.

## Địa lý
Quận Thốt Nốt nằm ở phía bắc thành phố Cần Thơ, cách trung tâm thành phố khoảng 42 km theo Quốc lộ 91, có vị trí địa lý:
- Phía đông giáp huyện Lai Vung, tỉnh Đồng Tháp
- Phía tây giáp huyện Cờ Đỏ và huyện Vĩnh Thạnh
- Phía nam giáp quận Ô Môn
- Phía bắc giáp thành phố Long Xuyên, tỉnh An Giang và huyện Lấp Vò, tỉnh Đồng Tháp.

Quận Thốt Nốt có diện tích 121,67 km², dân số năm 2024 là 182.206 người, mật độ dân số đạt 1.497 người/km².
Ngoài ra, quận còn quản lý hành chính cồn Tân Lộc, một cù lao lớn nằm giữa hai nhánh sông Hậu.

## Hành chính
Quận Thốt Nốt có 9 đơn vị hành chính cấp xã trực thuộc, bao gồm 9 phường: Tân Hưng, Tân Lộc, Thạnh Hòa, Thốt Nốt, Thới Thuận, Thuận An, Thuận Hưng, Trung Kiên, Trung Nhứt.
| P. Thới Thuận P. Thuận An P. Thốt Nốt P. Trung Nhứt P. Thạnh Hòa P. Trung Kiên P. Thuận Hưng P. Tân Hưng P. Tân Lộc Tỉnh Đồng Tháp Quận Ô Môn Huyện Cờ Đỏ Huyện Vĩnh Thạnh Tỉnh An Giang Bản đồ hành chính quận Thốt Nốt, thành phố Cần Thơ |

## Lịch sử